# ウォーラー (駆逐艦)
ウォーラー（USS Waller DD-466）はアメリカ海軍のフレッチャー級駆逐艦。リトルトン・ウォーラー少将（1856-1926）にちなんで名付けられた。

## 艦歴
1942年2月12日にニュージャージー州カーニーのフェデラル造船会社で起工され、艦名の由来となったリトルトン・ウォーラー海軍少将の妻、リトルトン・W・T・ウォーラー夫人の後援により進水し、ローレンス・H・フロスト海軍中佐の指揮の元、1942年10月1日に就役した。
メイン州のカスコ湾で試運転を行い、コネチカット州ニューロンドン海軍潜水艦基地の訓練において護衛任務に就いた後、パナマ運河を航行して太平洋に出た。
1943年1月21日に真珠湾を経由してエファテ島に到着し、6日後に第18任務部隊（TF18）の駆逐艦哨戒部隊に加わった。部隊を指揮するロバート・C・ギッフェンは重巡洋艦「ウィチタ」を旗艦としガダルカナル島の戦いに参加した。第18任務部隊の目的はガダルカナル島を侵攻する陸上部隊へ補給を行うための輸送船と合流することであった。
1月29日、レンネル島の北方80kmで魚雷を搭載した一式陸上攻撃機が低空で接近、ウォーラーは機関銃による砲撃を受けながらも応戦し、1機を撃墜し、2機を損傷させたと報告した。しかし重巡洋艦「シカゴ」が炎上した敵機と衝突し、その後雷撃も受け航行不能となった。「シカゴ」はさらなる攻撃により放棄され、ウォーラーは退艦する乗員の救助にあたった。
1943年3月にはビラ・スタンモーア夜戦に参加し、1943年末から 1944年にかけてソロモン諸島での作戦に従事した。
1944年6月、マリアナ沖海戦に参加しサイパン島への砲撃を行った。同年11月にはフィリピン諸島での作戦に参加するため第7艦隊に配属された。
第二次世界大戦終戦後は朝鮮戦争およびベトナム戦争にも参加した。
ウォーラーは1969年7月15日に海軍船籍から抹消され、1970年6月17日にロードアイランド沖で標的艦として処分され沈没した。

## 受章
ウォーラーは第二次世界大戦の戦功で12個、朝鮮戦争とベトナムのそれぞれで各2個の従軍星章を受章した。